# Subsumtion (Recht)
Die Subsumtion (von lat. sub, unter, und sumere, nehmen, Partizip II sumptum, gelegentlich Subsumption geschrieben) ist der Vorgang, bei dem man einen Begriff unter einen anderen ordnet. In der Rechtswissenschaft wird der Begriff als Anwendung einer Rechtsnorm auf einen Lebenssachverhalt („Fall“), das heißt als Unterordnung des Sachverhaltes unter die Voraussetzungen der Norm, verstanden.
Rechtsnormen haben regelmäßig eine Wenn-Dann-Struktur. Sie zerfallen in einen Tatbestand (Wenn-Teil) und eine Rechtsfolge (Dann-Teil). Der Tatbestand setzt sich meist aus mehreren Tatbestandsmerkmalen (z. B. „fremd“, „Eigentum“) zusammen. Liegen die erforderlichen Tatsachen vor, so ist das entsprechende Tatbestandsmerkmal erfüllt. Sind alle Tatbestandsmerkmale gegeben, so tritt die Rechtsfolge ein. 
In ihrer kürzesten und idealisiert vereinfachten Form ist die Subsumtion dreigliedrig und besteht aus einem Obersatz, dem abstrakt formulierten Tatbestand der Anspruchsgrundlage, einem Untersatz, dem Vergleich des konkreten Lebenssachverhalts mit dem Tatbestandsmerkmal, und einem Schlusssatz, den Angaben zum Bestehen oder Nichtbestehen einer Rechtsfolge (d. h. ob Tatbestand und Lebenssachverhalt übereinstimmen oder nicht). Sie hat die Struktur eines Syllogismus der aristotelischen Logik im Modus Barbara (Wenn A = B und B = C dann A = C).
Beispiel: Ist das Auto A eine Sache im Sinne von § 90 BGB?
Einleitung: (Hypothese): Das Auto A könnte eine Sache im Sinne des § 90 BGB sein.
1. Schritt (Obersatz = Definition): Sachen sind gem. § 90 BGB nur körperliche Gegenstände.
2. Schritt (Untersatz): Das Auto A ist ein körperlicher Gegenstand.
3. Schritt (Schlusssatz): Somit ist das Auto A eine Sache.
Komplizierter wird die Subsumtion im Beispielfall, wenn Legaldefinitionen entgegenstehen, die den Sachenbegriff ausdrücklich ausschließen, weil sie beispielsweise dem Schutz von Mitgeschöpfen (Tieren) dienen, § 90a BGB. Da Legaldefinition, wäre die Negation – Tiere sind keine Sachen – bei der Obersatzbildung (Definition) vorzunehmen.
Hat ein Tatbestand – wie regelmäßig – mehrere kumulative Tatbestandsmerkmale, ist die Subsumtion für jedes Tatbestandsmerkmal erforderlich. Mitunter gibt es auch ungeschriebene Tatbestandsmerkmale, die gleichfalls erfüllt sein müssen. Ist ein Tatbestandsmerkmal problematisch, muss man es definieren. Dies geschieht durch Auslegung des Gesetzestextes und subsumtionstechnisch durch eine begriffliche Entfaltung der Elemente des Obersatzes. 
Das Subsumtionsschema kann, da Anspruchsgrundlagen in ihrem Tatbestand auf andere Hilfsnormen verweisen oder problematische Tatbestandsmerkmale enthalten können, prinzipiell beliebig komplex und verschachtelt werden.
Wird die Fallfrage im Ergebnis einer Fallbearbeitung beantwortet, deutet dies auf einen Gutachtenstil hin. Im Urteilsstil beantwortet der Verfasser die Fallfrage zuerst und begründet seine Antwort sodann. Der Unterschied zwischen Gutachtenstil und Urteilsstil besteht somit in der Reihenfolge, in der Begründung und Ergebnis dargestellt werden; der Vorgang der Subsumtion ist in beiden Fällen identisch.
Die logische Struktur der Subsumtion eines konkreten Falles unter die Begriffe einer Rechtsnorm ist nicht unproblematisch. Denn im streng logischen Sinn kann nur ein Begriff unter einen Begriff subsumiert werden. Nach Karl Engisch kann die Subsumtion eines konkreten Sachverhalts unter einen Begriff nur als Einordnung des Sachverhalts in die Klasse der durch den Rechtssatz bezeichneten Fälle gedeutet werden. Es gehe dabei um die Gleichsetzung des Falles mit denjenigen Fällen, deren Zugehörigkeit zu der Klasse bereits feststeht. Nach Zippelius sind Zweifelsfragen der Subsumierbarkeit eines Falles schon vorweg, bei der Auslegung des einschlägigen gesetzlichen Begriffes zu klären: Es ist zu prüfen, ob ein Fall der vorliegenden Art (seinem Typus nach) in den Bedeutungsumfang dieses Begriffes einzubeziehen ist. Das trifft dann zu, wenn er den Fällen gleich zu bewerten ist, für die von Anfang an klar (oder bisher schon geklärt) ist, dass sie durch die Norm bezeichnet sind.